# قرى كشب
قرى كشب هي مجموعة من المناطق تابعة لمحافظة الطائف وتقع على طريق الطائف الرياض السريع 150 كيلو متر من مدينة الطائف وتعتبر هذه المناطق بمثابة الثغر والمورد الأساسي لقرى كشب الأخرى التي ترتبط بها من خلال طرق غير معبدة وهذه المناطق هي:
- أم الدوم : وهي المنطقة الأكبر والأكثر سكانا.
- مران : وهي أول منطقة نشأت من بين هذه المناطق.
- دغيبجة : الاقرب إلى طريق الطائف الرياض السريع.
- نمران : تبعد حوالي 15 كيلومتر غرب أم الدوم.
- حفر كشب : تبعد 30 كيلو متر غرب أم الدوم.

يسكن هذه القرى قبائل من عتيبة.